# Einschornsteinsiedlung

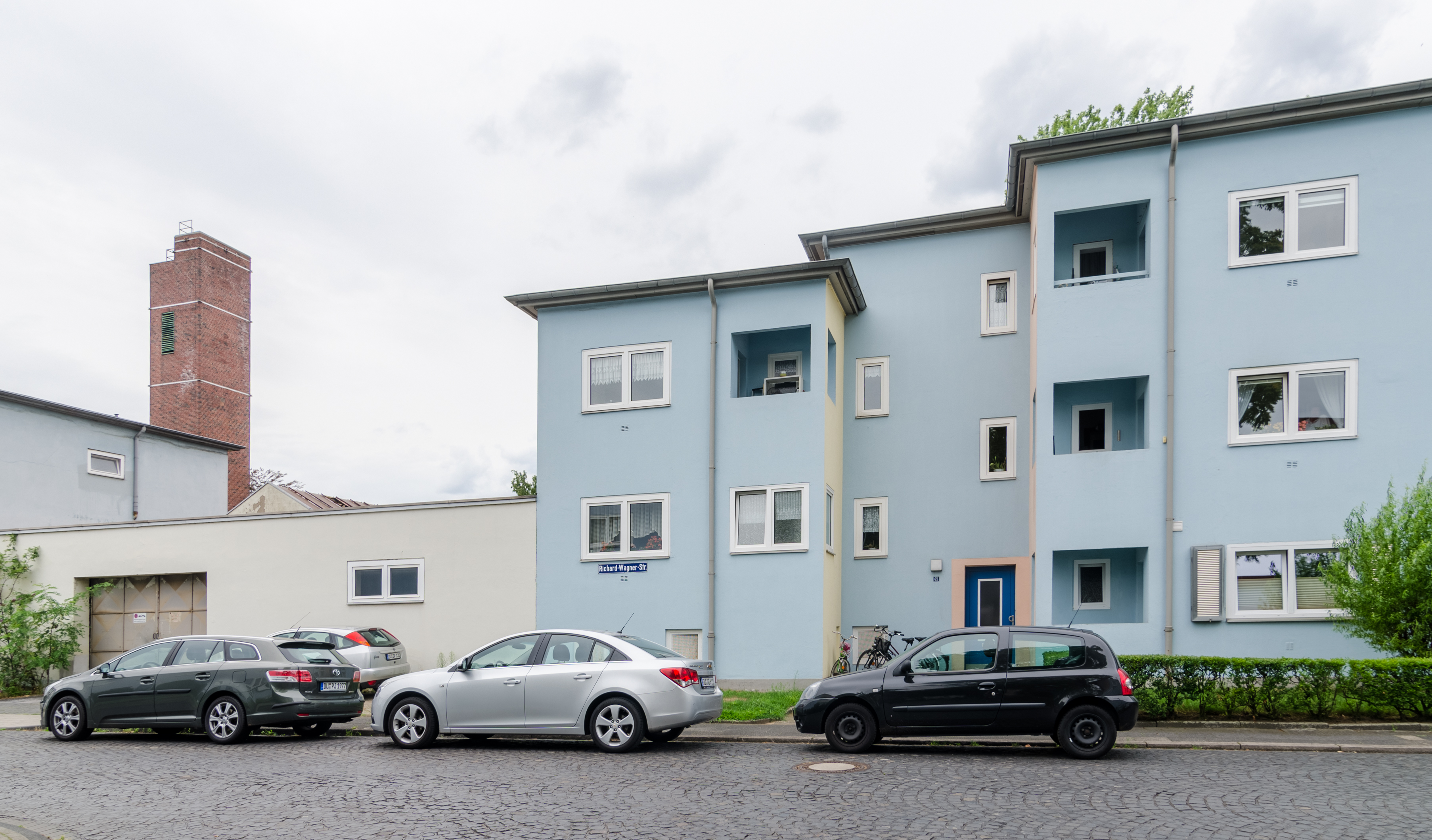
Die Richard-Wagner-Straße innerhalb der Einschornsteinsiedlung

Die Einschornsteinsiedlung ist eine denkmalgeschützte Siedlung im Duisburger Stadtbezirk Mitte, Stadtteil Neudorf-Süd. Die Anlage entstand in den 1920er Jahren als Wohngebiet für Angestellte und Beamte.

## Geografische Lage
Die Einschornsteinsiedlung liegt im Süden des Duisburger Stadtteils Neudorf-Süd. Hauptachse bildet die in nordwest-südöstlicher Richtung verlaufende Gabrielstraße. Begrenzt wird die Siedlung im Nordosten von der Kortumstraße. Im Südosten bildet die Mozartstraße die Grenze, wobei das weiter im Südosten liegende Gebäude der Mozartschule als Teil der Siedlung entstand. Im Südwesten wird das Siedlungsareal von Wohnhäusern und einem Werksgelände begrenzt, die sich an der Koloniestraße erheben und im Nordwesten verläuft die Grenze entlang der Wildstraße.

## Geschichte
Die Idee zur Einschornsteinsiedlung entstand im Jahr 1927. Ziel war eine Gemeinschaftswohnanlage für Angestellte und Beamte, die aus Typenbauten besteht. Der Gemeinnützige Bauverein Essen AG als Bauherr sowie Baurat Hermann Rittershausen als Vertreter der Stadt Duisburg schrieben einen Wettbewerb für eine genossenschaftliche Wohnsiedlung aus, die sich um ein Gemeinschaftszentrum gruppieren sollten. Der Siegerentwurf zweier Ruhrorter Architekten musste nach Kritik durch den Vorsitzenden der Duisburger Wohnungsgenossenschaft allerdings angepasst werden. Dabei orientierten sich die Architekten Johannes Kramer und Werner Kremer an den Bauten des Bauhausgründers Walter Gropius.
Ähnlich wie die zeitgleich entstandenen Bauprojekte Dickelsbachsiedlung in Wanheimerort oder Siedlung Ratingsee in Meiderich war die Einschornsteinsiedlung als erschwinglicher Wohnraum geplant. Insbesondere die Grünflächen sollten als Gemeinschaftsflächen dienen. Deshalb holte man für die Ausarbeitung dieser Areale den Gartenplaner Leberecht Migge ins Boot. In der konservativen Lokalpresse stieß der Entwurf auf große Kritik, weil man die Vergesellschaftung hausfraulicher Tätigkeiten befürchtete. 
Im Jahr 1929 wurde die Siedlung schließlich fertiggestellt. Bei ihrer Einweihung umfasste die Anlage insgesamt 360 Wohnungen und 81 Einfamilienhäuser. Als Folge des Zweiten Weltkriegs wurden auch in der Einschornsteinsiedlung einzelne Häuser zerstört. Teilweise wurden diese nicht mehr wieder aufgebaut. In den 1950er Jahren wandelte man die ehemalige Gaststätte zu einem weiteren Wohnhaus um. Anfang der 2000er Jahre war die Einschornsteinsiedlung anteilsmäßig in den Händen der Bremischen Wohnungsgesellschaft, der Berliner Gagfah und der Stuttgarter IWG. 2007 wurde das Zentralgebäude der Siedlung abgerissen.

## Beschreibung
Die Einschornsteinsiedlung entstand als Wohnsiedlung, die auch gehobenen Standards genügen sollte. Die Anlage umfasste zwei-, drei- und vierräumige Wohnungen, die sich jeweils auf unterschiedliche Bauten verteilen. Daneben entstanden Einfamilienhäuser. Dabei orientierte sich die Gestaltung an den Ideen des sozialen Reformgedankens. Die besondere Modernität wurde über den zentral in der Siedlung verorteten Schornstein betont, der der Siedlung auch den Namen gab. Vom hier verorteten Heizkraftwerk aus wurden die Wohnungen mit warmen Wasser versorgt. 

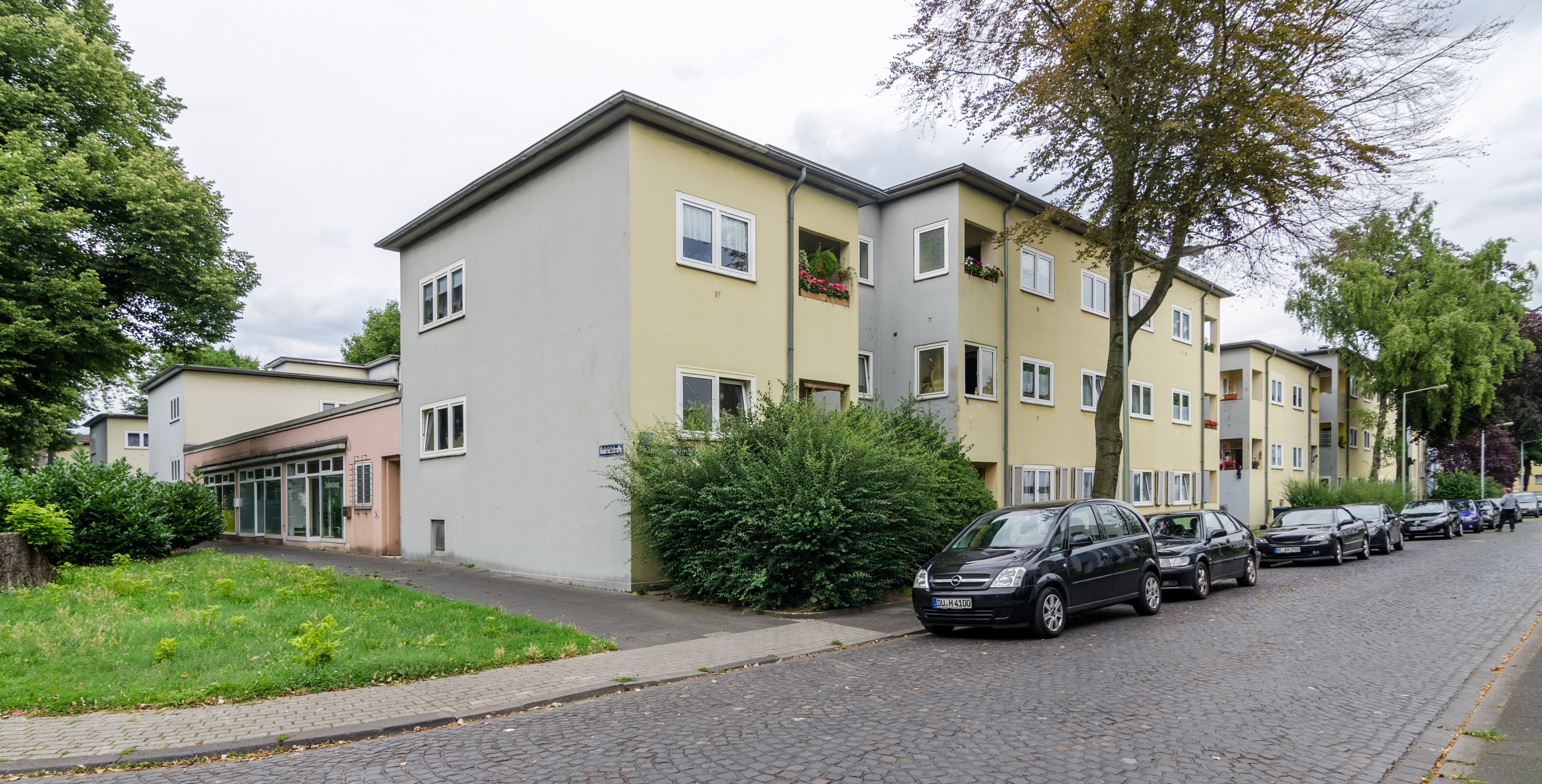
Bauten in der Richard-Dehmel-Straße

Für die Anlage ebenfalls wichtig, war das Zentralgebäude unterhalb des Schornsteins, in dem wichtige Funktionen für die Gemeinschaft gebündelt waren. So befand sich hier eine Kindertageseinrichtung und ein Versammlungssaal mit Bühne. Ebenso befand sich hier ein Waschhaus. Da die traditionellen Trockenböden in den Dachgeschossen in der Folge wegfallen konnten, entstanden die meisten Häuser der Siedlung in Flachdachbauweise. 
Nachdem die Uniformität der Häuser das Missfallen von Teilen der städtischen Öffentlichkeit erregt hatte, passten die Architekten den Entwurf an. Es entstanden würfel- bzw. quaderförmige Häuser, wobei sich Nachbarschaften durch ihre Geschosszahl voneinander unterschieden. Ebenso wurden die Treppenhäuser verändert, um ein vielfältigeres Erscheinungsbild der Bauten zu gewährleisten. Ursprünglich waren die Häuser nach ihrer Ausrichtung innerhalb der Anlage in den Farben Rot (Südwesten), Gelb (Nordosten) und Blau (Nordwesten und Südwesten) gestrichen. Die Farbstruktur wird heute in abgemilderter Form weitergeführt.
Die Gartenanlagen der Einschornsteinsiedlung weisen ebenfalls einige bauhistorische Besonderheiten auf. Zwischen den Mehrfamilienhäusern wurden Gemeinschaftsflächen nach englischem Vorbild angelegt. Gemeinschaftlich genutzt wurden die großen Rasenflächen, in deren Zentrum sich mit Pappeln und Feldahornhecken eingehegte, vertieft gelegene Spielplätze befanden, die wechselweise für Kleinkinder oder für Schulkinder angelegt waren.